# Gelbbrauner Fichtenbastkäfer

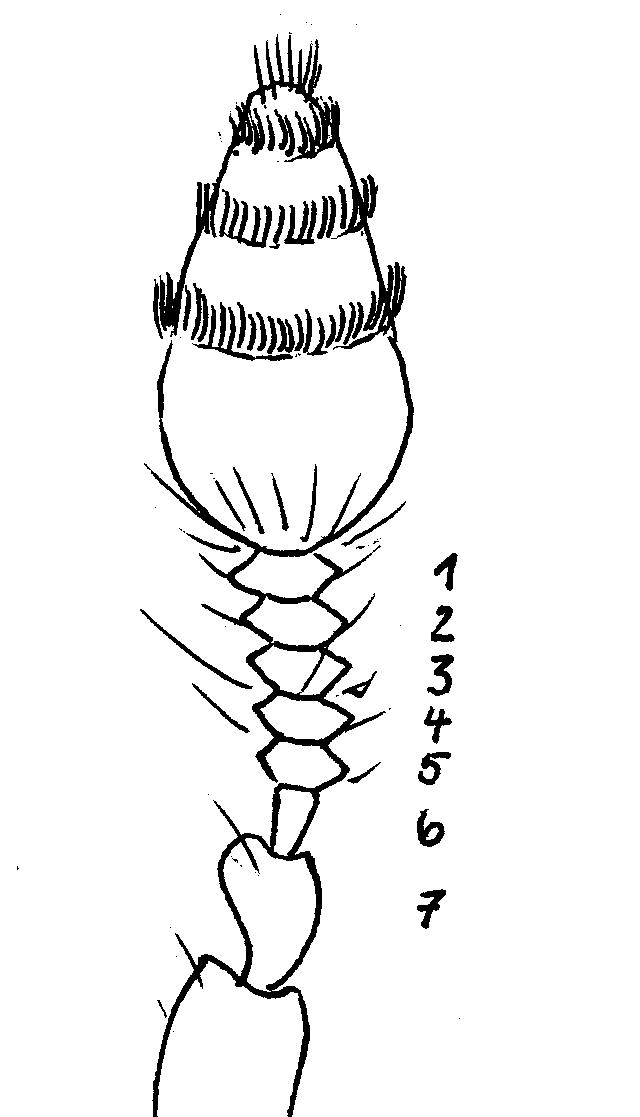
Fühlergeißel, Glieder (1-7), Prinzip.

Der Gelbbraune Fichtenbastkäfer (Hylurgops palliatus) ist ein Rüsselkäfer aus der Unterfamilie der Borkenkäfer (Scolytinae). Da er seine Brutsysteme in der Rinde der Wirtsbäume anlegt, wird er den Rindenbrütern zugerechnet.

## Merkmale
Die Käfer werden 2,5 bis 3,2 Millimeter lang und haben einen schwarzen Körper. Der Kopf ist von oben sichtbar und schwach rüsselartig verlängert. Der Halsschild ist breiter als lang, nach vorne verengt, etwas schmaler als die Flügeldecken, runzelig punktiert und mit feinem, punktfreiem Mittelkiel. Die mit kräftigen Punktreihen versehenen Flügeldecken sind am Basalrand nicht gekerbt oder gezähnt und ohne Höcker sowie hinten verbreitert. Die Zwischenräume der Punktreihen tragen sehr kurze Härchen und Körnchenreihen und sind so breit wie die Punktreihen. Die Fühlerkeule ist mit drei Nähten versehen und eiförmig, die Fühlergeißel ist siebengliedrig. Das dritte Fußglied ist herzförmig und zweilappig geformt. Halsschild, Flügeldecken und Beine sind rotbraun gefärbt.

## Verbreitung
Die Art ist in Europa verbreitet.

## Lebensweise
Hylurgops palliatus kommt an Fichten (Picea) seltener an Kiefern (Pinus), Weißtanne (Abies alba), Nordmanntanne (Abies nordmanniana), Abies pectinata und Europäischer Lärche (Larix decidua) vor.
Der einarmige, zwei bis fünf Zentimeter lange Muttergang wird als Längsgang angelegt, der meist deutlich mit einem stiefelförmigen Haken beginnt. Die Larvengänge sind auffällig lang, unregelmäßig und verwirren sich bald, so dass kein klares Fraßbild zu erkennen ist.
Es gibt ein bis zwei Generationen im Jahr, deren Flugzeiten im April und Juli liegen. Die Tiere leben monogam.
Die Käfer treten stark sekundär auf, was bedeutet, dass fast ausschließlich geschwächte oder geschädigte Wirtspflanzen, wie sie häufig nach Wurf- und Bruchereignissen vorzufinden sind, besiedelt werden. Zuweilen kommen sie in Bruchholz massenhaft vor. Sie sind dadurch Brutraumkonkurrenten anderer Arten wie zum Beispiel des Buchdruckers (Ips typographus) und können eine massenhafte Vermehrung dieser verzögern, jedoch nicht verhindern.

## Systematik

### Synonyme
Aus der Literatur sind für Hylurgops palliatus folgende Synonyme bekannt:
- Ips piceus Marsham, 1802
- Hylesinus piceus Marsham, 1802
- Hylesinus rufus Marsham, 1802
- Hylesinus palliatus Gyllenhal, 1813
- Hylesinus abietiperda Bechstein, 1818
- Hylesinus fuscus Duftschmid, 1825
- Hylesinus marginatus Duftschmid, 1825
- Hylesinus rufescens Stephens, 1830
- Hylesinus helferi Villa, 1835
- Hylurgops parvus Eggers, 1933